# Angossas
Angossas est une commune du Cameroun située dans la région de l'Est et le département du Haut-Nyong. Elle couvre le même territoire que l'arrondissement de Mboanz.

## Population
Lors du recensement de 2005, l'arrondissement comptait 13 608 habitants.

## Structure administrative de la commune
Outre Angossas I et II, la commune comprend les villages suivants :
- Abala ;
- Abambe ;
- Abonis ;
- Andjou ;
- Andjouk ;
- Anguengue ;
- Ankom ;
- Bagbetout ;
- Bagbeze I ;
- Bagbeze II ;
- Bagoale ;
- Bagoboung ;
- Beul ;
- Djokoundi ;
- Esseng I ;
- Esseng II ;
- Kek ;
- Konake ;
- Mayos ;
- Mazebouak ;
- Mba ;
- Mbomba ;
- Mpoundou ;
- Nkono ;
- Sellengue ;
- Zende.